# A330 (Frankrijk)
De A330 is een stedelijke autosnelweg gelegen in Frankrijk tussen Nancy en Flavigny-sur-Moselle. De weg is ongeveer 11 kilometer lang en te berijden zonder tolplicht. Na de brug over de Moezel bij Flavigny gaar de weg door als N57, een weg met 2x2 rijstroken en autowegstatus. Vanaf het knooppunt met de A33 is de A330 onderdeel van de E23 tussen Metz en Lausanne.

## Openingsgeschiedenis
- 1976: Vandœuvre-lès-Nancy - Fléville-devant-Nancy (D674 - A33)
- 1979: Fléville-devant Nancy - Richardménil-nord (A33 - afrit 6)
- 1980: Richardménil-nord - Richardménil-sud (afrit 6 - 7)
- 1988: Richardménil-sud - Flavigny-sur-Moselle (afrit 7 - N57)